# 16 september
16 september är den 259:e dagen på året i den gregorianska kalendern (260:e under skottår). Det återstår 106 dagar av året.

## Återkommande bemärkelsedagar

### Nationaldagar
- Mexikos nationaldag (till minne av utbrottet av frihetskampen mot Spanien denna dag 1810)
- Papua Nya Guineas nationaldag

### Övrigt
- Världsdagen för bevarande av ozonskiktet.[1]

## Namnsdagar

### I den svenska almanackan
- Nuvarande – Dag och Daga
- Föregående i bokstavsordning
  - Cornelia – Namnet fanns under 1600-talet på 31 mars och förekom på 1790-talet på 14 maj, men utgick sedan. 1986 infördes det på dagens datum, men flyttades 1993 till 22 november och utgick 2001.
  - Cornelius – Namnet infördes på dagens datum 1986, men utgick 1993.
  - Dag – Namnet infördes 1986 på 11 september, men flyttades 1993 till dagens datum och har funnits där sedan dess.
  - Daga – Namnet har gått samma väg som Dag, genom att 1986 införas på 11 september och 1993 flyttas till dagens datum, där det har funnits sedan dess.
  - Eufemia – Namnet infördes, till minne av Eufemia en bysantinsk jungfru, som dog martyrdöden på 200-talet, på dagens datum 1620. Det fanns där fram till 1993, då det utgick.
  - Eugenius – Namnet fanns på dagens datum före 1620, då det utgick.
- Föregående i kronologisk ordning
  - Före 1620 – Eugenius
  - 1620–1900 – Eufemia
  - 1901–1985 – Eufemia
  - 1986–1992 – Eufemia, Cornelia och Cornelius
  - 1993–2000 – Dag och Daga
  - Från 2001 – Dag och Daga
- Källor
  - Brylla, Eva (red.). Namnlängdsboken. Gjøvik: Norstedts ordbok, 2000 ISBN 91-7227-204-X
  - af Klintberg, Bengt. Namnen i almanackan. Gjøvik: Norstedts ordbok, 2001 ISBN 91-7227-292-9

### Finlandssvenska almanackan
- Nuvarande från 2020[2] – Hillevi, Hellevi, Helvig
- I föregående revideringar[a][3]
  - 1929–1972 – Hillevi
  - 1973–2019 – Hellevi, Hillevi, Helvig

## Händelser
- 1400 – Owain Glyndŵr förklaras prins av Wales av sina anhängare.
- 1526 – Nya testamentet utkommer för första gången på svenska.
- 1620 – Pilgrimsfäderna sätter segel från England ombord fartyget Mayflower.
- 1621 –  Sverige intar Riga och annekterar Livland.
- 1776 – Kontinentalarmén på cirka 1 800 man under befäl av general George Washington, generalmajor Nathanael Greene och generalmajor Israel Putnam möter en armé från brittiska armédivisionen på cirka 5 000 män under befäl av generalmajor Alexander Leslie. Slaget vid Harlem Heights blir  Washingtons första seger under kriget. Slaget äger rum på övre Manhattan, i New York.
- 1810 – Mexiko deklarerar sin självständighet.[4]
- 1868 – J. C. Watson uppräcker asteroid 105 Artemis.
- 1880 – Den oberoende dagstidningen "The Cornell Daily Sun" publicerar sitt första nummer i New York.
- 1908 – General Motors bildas.
- 1920 – Wall Street-attentatet inträffar i finansdistriktet på Manhattan i New York. Vid middagstid kör en hästdragen vagn full av explosivt material längs Wall Street i New York. Gatan är full av folk som är ute i lunchärenden.  Vagnen stannar tvärs över gatan från banken J.P. Morgans huvudkontor på 23 Wall Street, finansdistriktets mest trafikerade plats. Klockan 12:01 lokal tid inne i vagnen exploderar 45 kilo dynamit med omkring 230 kilo järnskrot med hjälp av en tidsstyrd detonator, som sänder ut skrotet i luften med våldsam kraft. Hästen och vagnen blir småbitar – 38 människor dör omedelbart och cirka 400 människor skadas av vilka 143 blir väldigt allvarligt skadade. Attentatet är mer dödligt än attentatet mot Los Angeles Times-byggnaden 1910, som utfördes av bröderna McNamara och ses som ett av de värsta i USA:s historia. Attentatets offer är huvudsakligen bud, stenografer, kontorsassistenter och börsmäklare. Det orsakar egendomsskador för över två miljoner dollar, och förstör större delen av interiören i Morgan-byggnaden.
- 1947 – Tyfonen Kathleen slår till mot Saitama, Tokyo och Tone River-området, minst 1930 personer dödade.
- 1955 – En ubåt i Zulu-klass i Sovjetunionens flotta blir den första som lanserar en ballistisk missil.
- 1956 – TCN-9 Sydney är den första australiensiska TV-stationen för att påbörja regelbundna sändningar.
- 1959 – Den första framgångsrika kopiatorn, Xerox 914, introduceras i en demonstration på live-tv i New York.
- 1961 – Space and Upper Atmosphere Research Commission, grundas. Myndighet för rymdfart.
- 1962 – Owe Jonsson blir europamästare på 200 meter vid EM i friidrott i Belgrad. Han vinner på 20,7.
- 1963 – Malajiska federationen upphör.
- 1966 – Metropolitan Opera House på Manhattan i New York invigs med världspremiären av Samuel Barbers opera Antony and Cleopatra.
- 1975
  - Papua Nya Guinea får erkänd självständighet från Australien.
  - Kap Verde, Moçambique och São Tomé och Príncipe går med i Förenta nationerna (FN).
  - Ett första jaktflygplan, med en Mikojan-Gurevitj MiG-31 gör sin första jungfruflygning.
- 1976 – Den armeniske mästaren i simning Shavarsh Karapetyan räddar 20 personer från en trådbuss som hade fallit ned i ett vattenmagasin.
- 1978 – Jordbävning i Iran med en magnitud på 7,4 på richterskalan. Cirka 20 000 personer uppskattas mist livet. Det hårdaste drabbade området är staden Tabas i Iran där 80 procent av dödsoffren finns, men totalt drabbas även 85 iranska byar däromkring.[5]
- 1979
  - Riksdagsvalet i Sverige 1979 äger rum. Efter att allt, inklusive utlandsrösterna, är färdigräknat tre dagar senare den 19 september står det klart att de borgerliga riksdagspartierna får sammanlagt 175 mandat och socialistiska blocket 174 mandat. Endast 8404 röster skiljer riksdagspartierna i de politiska blocken åt. Utgången innebär att de borgerliga får sitta kvar vid regeringsmakten i ytterligare tre år och att Socialdemokraterna inte återfår makten.
  - Åtta personer flyr från Östtyskland till väst i en varmluftsballong. Händelsen är känd som den östtyska ballongflykten.
- 1982 – Efter att de internationella styrkorna som garanterat säkerhet för palestinska flyktingar lämnat Beirut den 11 september under Israels invasion av Libanon utför maronitiska falangistmilisen  (kristen milis) fem dagar senare en massaker i de palestinska flyktinglägren Sabra och Shatila i Beirut, Libanon. Massakern möjliggörs av att den israeliska armén låter falangisterna komma in i lägren utan att ingripa under själva dåden. Massakern pågår till den 18:e. Från flera hundra upp till cirka 3500 människor uppskattas mist livet i denna massaker, bland andra kvinnor och barn. Detta sker under Ariel Sharons tid som israelisk försvarsminister.[6]
- 1987 – Montrealprotokollet skrivs. Det är en internationell skriftlig överenskommelse utformat för att skydda ozonskiktet genom att fasa ut produktionen av ett antal substanser som tros vara ansvariga för uppkomsten av ozonhål. Avtalet har hyllats för sin exceptionella framgång av Kofi Annan genom citatet: "Kanske det mest framgångsrika internationella avtalet hittills...". På mötet i Kigali 2016 antas ett tillägg till Montrealprotokollet, där det beslutas att användningen av det starkt klimatpåverkande kylmediet HFC ska minska. Den 16 september är känd som världsdagen för bevarande av ozonskiktet.
- 1990 – Järnvägen mellan Folkrepubliken Kina och Kazakstan är komplett vid Dostyk och lägger till en betydande länk för begreppet "Eurasian Land Bridge".
- 1992
  - Rättegången mot den panamanska diktatorn Manuel Noriega slutar i USA med en 40-årig dom för narkotikahandel och penningtvätt.
  - Sveriges riksbank chockhöjer marginalräntan med 500 procent för att stoppa kapitalflödet ur landet och försvara kronans värde.
- 1994 – I Storbritannien upphävs det förbud som sedan sex år funnits mot att i etermedia sända ut röstupptagningar av företrädare för Sinn Féin och andra aktörer i konflikten i Nordirland.
- 1996 – Rymdfärjan Atlantis skjuts upp på uppdrag STS-79.
- 2002
  - Pratshowen Dr Phil har premiär på amerikansk tv med doktorn Phil McGraw som programledare.
  - International Association of Athletics Federations rankar för första gången Carolina Klüft som världens bästa sjukampare, en position hon hållit sedan dess.
- 2003 – Sveriges riksdags stora minnesstund för Anna Lindh (som dog 11 september) hålls under ledning av talman Björn von Sydow.[7]
- 2005 – Den värdefullaste av de tre Rembrandt-tavlor som stals vid en väpnad kupp mot Nationalmuseum i Stockholm i december 2000 återfinns i Köpenhamn.
- 2006 – En tornado dödar en tioårig flicka i Minnesota, USA. Sex andra människor bliv behandlade för skador och cirka 340 hus skadas.[8]
- 2007
  - 17 irakier i Nisour Square, Bagdad dödas (Kallat Nisour Square massakern).[9]
  - Havsisen i Arktis når sin minsta utbredning någonsin, 4,13 miljoner kvadratmeter.
  - One-Two-GO Airlines Flight 269 kraschar i Thailand och 90 personer omkommer, 40 överlever.[10]
- 2013
  - En beväpnad man, den 34-årige Aaron Alexis, dödar 12 personer vid Navy Yard i Washington, D.C. Attacken äger rum i Navy Yards byggnad 197 och inleds kl 8:16 pm lokal tid. Det är det näst dödligaste massmordet på en amerikansk militärbas efter attentatet i Fort Hood. Aaron Alexis anländer vid Navy Yard klockan 7:53 pm med en Toyota Prius. Han går in i byggnaden 197 klockan 8:08 genom huvudentrén och bär på ett hagelgevär. Aaron Alexis är beväpnad med en Remington modell 870. Klockan 8:16 öppnar Aaron Alexis eld och genast ringer en person i byggnaden polisen på nödnumret 911 för att få assistans. Klockan 8:20 har 8 personer redan dödats och en kvinna som springer upp för en trappa skadas av ett skott i axeln. Gärningsmannen dödas slutligen av anländande polisstyrka klockan 9:25 lokal tid. Fram tills då har 12 personer dödats. Offren är mellan 46 och 73 år gamla. Det yngsta offret var 46 år och det äldsta var 73.[11]
  - Sedan M/S Costa Concordia kantrat den 13 januari 2012, inleds bärgningen av fartyget.[12]
- 2014 – Islamiska staten lanserar sin Kobani-offensiv mot syriska-kurdiska styrkor.
- 2015 – Jordbävningen i Illapel 2015 med en magnitud på 8,3 på richterskalan. Cirka 30 000 invånare rapporteras omedelbart blir utan el eller dricksvatten. Tjänstemän rapporterar att över 9000 människor har blivit hemlösa.[13]
- 2017 – Slaget vid Deir ez-Zor inleds. Slaget står mellan Islamiska staten och Mellanösternnationer samt Ryssland.[14]
- 2020 – Svenska Handelsbanken meddelar att de planerar att stänga nära hälften av sina kontor i Sverige. Det finns 380 kontor – en siffra som ska ner till 200. Alla kontoren kommer vara stängda över en period på 1,5 år och totalt kommer över 1 000 personer förlora sina jobb.[15]

## Födda
- 1387 – Henrik V, kung av England och herre över Irland
- 1651 – Engelbert Kaempfer, tysk läkare och forskningsresande
- 1678 – Henry Saint John, 1:e viscount Bolingbroke, brittisk statsman
- 1745 – Michail Kutuzov, rysk militär, furste av Smolensk
- 1779 – Samuel D. Ingham, amerikansk politiker, USA:s finansminister
- 1804 – Carl Olof Björling, biskop i Västerås stift
- 1812 – Anna Louisa Geertruida Bosboom-Toussaint, nederländsk författare
- 1817 – Waldo P. Johnson, amerikansk politiker, senator (Missouri)
- 1844 – William J. Samford, amerikansk politiker, guvernör i Alabama
- 1853 – Albrecht Kossel, tysk fysiolog, mottagare av Nobelpriset i fysiologi eller medicin 1910
- 1858 – Bonar Law, brittisk politiker (tory), premiärminister
- 1859 – Frank R. Gooding, amerikansk republikansk politiker, senator (Idaho)
- 1886 – Jean Arp, fransk skulptör, målare och poet
- 1888
  - Nils Mesterton, svensk militär, befälhavare vid Ådalshändelserna 1931
  - Frans Eemil Sillanpää, finländsk författare, mottagare av Nobelpriset i litteratur 1939
- 1891 – Karl Dönitz, tysk storamiral, rikspresident 30 april – 8 maj 1945
- 1893 – Albert Szent-Györgyi, ungersk-amerikansk fysiolog, mottagare av Nobelpriset i fysiologi eller medicin 1937
- 1897 – Georges Bataille, fransk författare och filosof
- 1899 – Edit Ernholm, svensk skådespelare
- 1902 – Jakob Sporrenberg, tysk SS-officer
- 1910 – Erich Kempka, Adolf Hitlers personlige chaufför
- 1917 – Alexander Schmorell, tysk student och soldat, medlem av Vita rosen
- 1919 – Sven-Erik Bäck, tonsättare
- 1921 – Ursula Franklin, tysk-kanadensisk fysiker
- 1924 – Lauren Bacall, amerikansk skådespelare
- 1925
  - Charlie Byrd, amerikansk jazzgitarrist och kompositör
  - B.B. King, amerikansk bluesartist
- 1927 – Peter Falk, amerikansk skådespelare
- 1929 – Dale E. Kildee, amerikansk demokratisk politiker
- 1931 – Jan Johansson, svensk pianist och kompositör
- 1934 – George Chakiris, amerikansk skådespelare
- 1935 – Carl Andre, amerikansk konstnär, skulptör
- 1939 – Breyten Breytenbach, sydafrikansk författare
- 1940 – Lillebil Ankarcrona, svensk skådespelare
- 1943 – David Wilshire, brittisk parlamentsledamot för Conservative
- 1944 – Ard Schenk, nederländsk skrinnare
- 1945 – P. Chidambaram, indisk politiker, personalminister, handelsminister, finansminister
- 1947 – Michael McNulty, amerikansk demokratisk politiker, kongressledamot
- 1949 – Vince Snowbarger, amerikansk republikansk politiker, kongressledamot
- 1950
  - Barbro Christenson, svensk skådespelare
  - Jo Ann Emerson, amerikansk republikansk politiker
- 1952
  - Fatos Nano, albansk politiker, premiärminister
  - Mickey Rourke, amerikansk skådespelare
- 1956 – David Copperfield, amerikansk illusionist
- 1958 – Jennifer Tilly, amerikansk skådespelare
- 1959 – Eric Massa, amerikansk politiker
- 1960 – Monica Einarsson sångare och sångpedagog
- 1962 – Håkan Juholt, svensk socialdemokratisk politiker, Socialdemokraternas partiledare
- 1968 – Marc Anthony, puertoricansk-amerikansk sångare och musiker
- 1970 – Anders Grönroos, finlandssvensk artist och musikproducent
- 1971 – Amy Poehler, amerikansk komiker och skådespelare
- 1976 – Tina Barrett, brittisk musiker
- 1977 – Måns Nilsson, svensk komiker
- 1979 – Tramar "Flo Rida" Dillard, amerikansk rappare
- 1981 – Alexis Bledel, amerikansk skådespelare
- 1984
  - Dusan Djuric, svensk fotbollsspelare
  - Katie Melua, georgisk/brittisk sångare och musiker
- 1986 – Ian Harding, amerikansk skådespelare
- 1992 – Nick Jonas, amerikansk skådespelare/sångare och musiker
- 1995 – Ricardo Bagadur, kroatisk fotbollsspelare

## Avlidna
- 655 – Martin I, påve
- 1087 – Viktor III, påve
- 1380 – Karl V, kung av Frankrike
- 1394 – Clemens VII, motpåve
- 1464 – Oluf Axelsen (Tott), danskt riksråd
- 1583 – Katarina Jagellonica, drottning av Sverige
- 1701 – Jakob II, kung av England, Skottland och Irland
- 1736 – Daniel Gabriel Fahrenheit, polsk-nederländsk fysiker
- 1824 – Ludvig XVIII, kung av Frankrike
- 1841 – Newton Cannon, amerikansk politiker
- 1844 – Magnus Brahe, hovman, riksmarskalk
- 1846 – Andreas Kim Taegon, koreansk romersk-katolsk präst och martyr, helgon
- 1859 – David C. Broderick, amerikansk demokratisk politiker, senator (Kalifornien)
- 1863 – Richard Brodhead, amerikansk demokratisk politiker, senator (Pennsylvania)
- 1906 – Aaron T. Bliss, amerikansk republikansk politiker, kongressledamot guvernör i Michigan
- 1916 – José Echegaray, spansk matematiker, politiker och dramatiker, mottagare av Nobelpriset i litteratur 1904
- 1920 – Dan Andersson, svensk författare och poet
- 1932 – Ronald Ross, brittisk läkare, mottagare av Nobelpriset i fysiologi eller medicin 1902
- 1944 – Gustav Bauer, tysk politiker, rikskansler 1919–1920
- 1967 – Eberhard Hempel, tysk arkitekturhistoriker, professor och författare
- 1973 – Víctor Jara, chilensk visdiktare och sångare
- 1977
  - Marc Bolan, brittisk musiker
  - Maria Callas, grekisk-amerikansk operasångare
  - Bengt Andersson, svensk balettdansör
- 1980 – Jean Piaget, schweizisk pedagog och kunskapsteoretisk pionjär
- 1981 – Nina Scenna, svensk skådespelare
- 1983
  - Bengt Idestam-Almquist, svensk författare, journalist, filmkritiker, filmhistoriker och manusförfattare
  - Gunnar Olsson, svensk regissör och skådespelare och manusförfattare
- 1985 – Kurt Wegner, tysk-svensk konstnär
- 2002 – Nguyen Van Thuan, vietnamesisk kardinal
- 2006 – Sten Andersson, svensk socialdemokratisk politiker, socialminister och utrikesminister
- 2007 – Robert Jordan, amerikansk författare
- 2009
  - Timothy Bateson, brittisk skådespelare
  - Mary Travers, amerikansk sångare i Peter, Paul and Mary och aktivist
  - Barbara Winckelmann, finlandssvensk författare
- 2011 – Willie "Big Eyes" Smith, amerikansk bluesmusiker
- 2012
  - John Ingle, amerikansk skådespelare
  - Prinsessan Ragnhild av Norge, norsk prinsessa.
- 2016 – Carlo Azeglio Ciampi, Italiens president
- 2021 – Jane Powell, amerikansk skådespelare